# Anthurium limonense
Anthurium limonense är en kallaväxtart som beskrevs av Michael Howard Grayum. Anthurium limonense ingår i släktet Anthurium och familjen kallaväxter. Inga underarter finns listade.